# Ferdinandea nigripes
Ferdinandea nigripes är en tvåvingeart som först beskrevs av Osten Sacken 1877.  Ferdinandea nigripes ingår i släktet guldblomflugor, och familjen blomflugor. Inga underarter finns listade i Catalogue of Life.